# Hans Åhman
Hans Åhman (ur. w 1953) – szwedzki biathlonista. W Pucharze Świata jeden raz stanął na podium: 16 stycznia 1981 roku w Jáchymovie był trzeci w sprincie. Wyprzedzili go tam jedynie Norweg Kjell Søbak i Wiktor Awdiejew z ZSRR. W 1981 roku wystąpił na mistrzostwach świata w Lahti, gdzie zajął 25. miejsce w biegu indywidualnym, 13. miejsce w sprincie oraz piąte miejsce w sztafecie. Był to jego jedyny start na międzynarodowej imprezie tej rangi. Nigdy nie wystartował na igrzyskach olimpijskich.

## Osiągnięcia

### Mistrzostwa świata
| Rok  | Miejscowość | Konkurencje | Konkurencje | Konkurencje | Konkurencje | Konkurencje | Konkurencje | Konkurencje |
| Rok  | Miejscowość | IN          | SP          | PU          | MS          | RL          | MR          | SR          |
| ---- | ----------- | ----------- | ----------- | ----------- | ----------- | ----------- | ----------- | ----------- |
| 1981 | Lahti       | 25.         | 13.         | nd.         | nd.         | 5.          | nd.         | –           |

### Puchar Świata

#### Miejsca w klasyfikacji generalnej
| Sezon     | Miejsce |
| --------- | ------- |
| 1980/1981 | ?       |

#### Miejsca na podium chronologicznie
| Lp. | Dzień       | Rok  | Miejscowość | Konkurencja     | Lokata | Pudła | Czas biegu | Strata | Zwycięzca   |
| --- | ----------- | ---- | ----------- | --------------- | ------ | ----- | ---------- | ------ | ----------- |
| 1.  | 16 stycznia | 1981 | Jáchymov    | Sprint na 10 km | 3.     | 0+0   | 35:53,2    | +34,6  | Kjell Søbak |